# Beringhellingstroom
De Beringhellingstroom (Engels: Bering Slope Current, afgekort als BSC) is een zeestroom in het noorden van de Grote Oceaan in de Beringzee en stroomt op de rand van de continentale helling. De zeestroom stroomt van de Aleoeten bij het Alaska-schiereiland richting het noordwesten naar het Russische Tsjoekotka. De zeestroom is onderdeel van de Beringzeegyre.
Een deel van het water van de Alaskastroom en de Aleoetenstroom buigen richting het noorden af en vormen de Beringhellingstroom.
Bij de Kaap Navarin splitst de zeestroom zich in twee takken, waarvan de Anadyrstroom naar het noorden stroomt en de Kamtsjatkastroom naar het zuidwesten.
De zeestroom stroomt door de mariene ecoregio Oostelijke Beringzee.